# Holmens Bruk
Den här sidan handlar om Holmens Bruk i Norrköping. För Holmens bruk utanför Torshälla, se Nyby bruk.

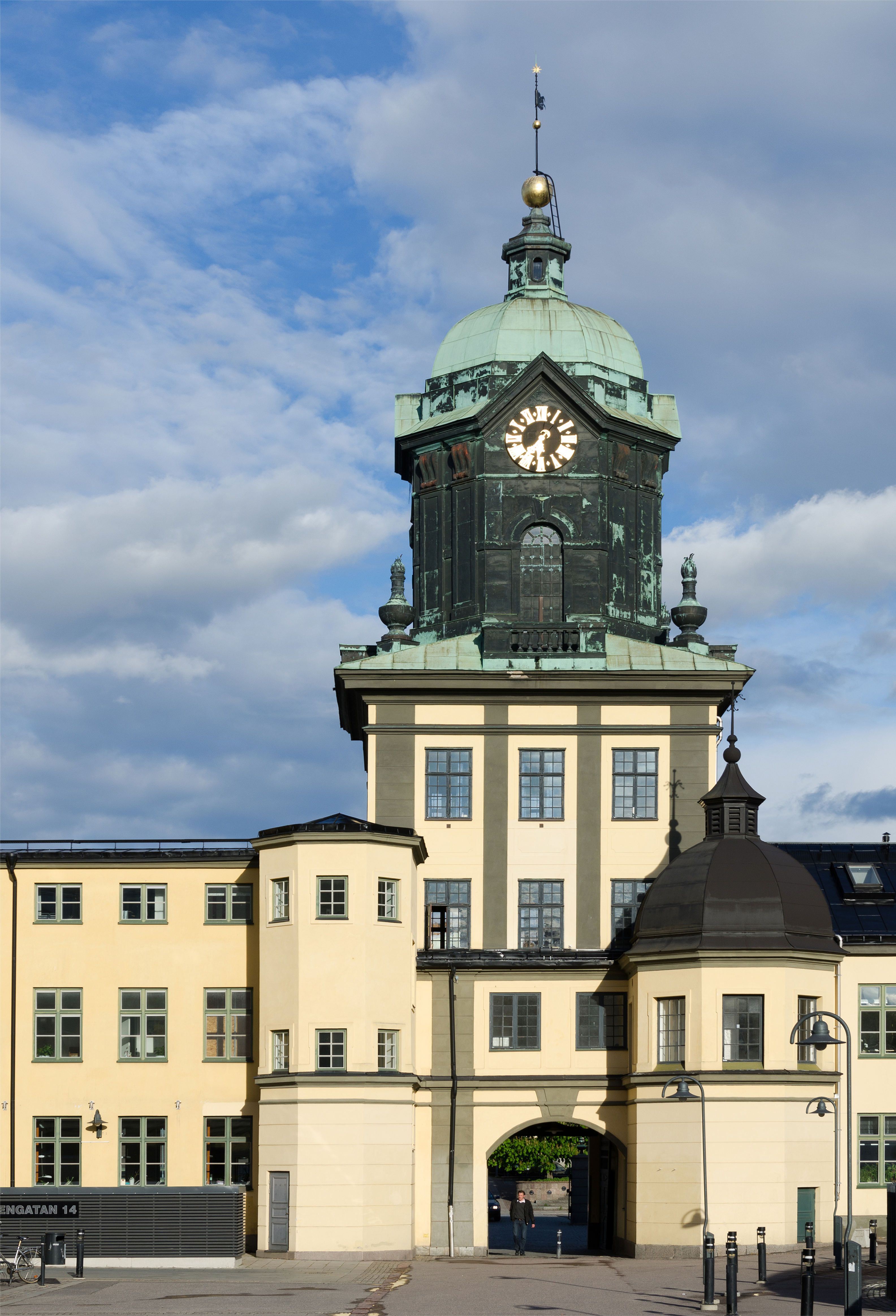
Holmens bruk i centrala Norrköping med Holmentornet.

Holmens Bruk AB, Norrköping, var ett företag med verksamhet under perioden 1609-1988 som sedan 1800-talet haft pappersproduktion som huvudverksamhet, och vars verksamhet nu ingår i Holmen AB. Genom successiva aktieförvärv blev Mo och Domsjö AB (Modo) huvudägare och 1988 lade man ett bud på resterande aktier. Holmens Bruk integrerades därefter i Modo, och större delen av Holmens verksamhet hamnade i bolaget Holmen Paper AB. Då Modo sålde finpappertillverkningen år 2000 ändrade koncernen namn till Holmen AB.

## Historia

### De första åren
Holmens Bruk hade sitt ursprung i ett år 1609 anlagt statligt vapenfaktori för tillverkning av harnesk och borrning av musköt- och pistolpipor. Detta byggdes på Kvarnholmen vid Motala ström i Norrköping. Från 1620-talet kom verksamheten att ledas av Louis De Geer, som bland annat startade ett mässingsbruk, vilket inom kort blev ledande i Sverige. Vid sidan av mässingsbruket drevs även klädesproduktion, kvarnrörelse, fiske och stångjärnstillverkning samt från 1633 papperstillverkning vid ett handpappersbruk. Detta pappersbruk brann 1643 och återuppbyggdes aldrig.
Under ryssarnas härjningar 1719 förstördes större delen av Holmens bruks anläggningar, liksom i det närmaste hela Norrköping. Porttornet in till bruksområdet, det så kallade holmentornet, återuppbyggdes först 1750 och fick då det utseende det har än idag.

### Verksamheten ändras till textil- och pappersproduktion
Mässingstillverkningen kom att dominera Holmens bruks verksamhet fram till slutet av 1700-talet, då den internationella avsättningen försvårades. Istället kom papperstillverkningen, vilken inleddes i liten skala 1806, successivt att bli huvudverksamheten. Tillverkningen av papper mekaniserades på 1830-talet i och med att den första pappersmaskinen installerades 1837. Först på 1860-talet, då träslipmetoden infördes, började företaget dock expandera snabbare.
1854, samma år som Holmens Bruk ombildades till aktiebolag under namnet Holmens Bruks och Fabriks AB, utökades verksamheten med textiltillverkning. Till att börja med bestod denna av ett bomullsspinneri, men senare även att innefatta yllefabrikation. Under ledning av Holmens Bruks huvudägare, släkten Wahren, expanderade företaget snabbt från början av 1900-talet. 1915 byggdes ett nytt pappersbruk i Hallstavik i Uppland med en kapacitet på 30 000 ton papper/år. Även pappers- och textilindustrin inne i Norrköping kom att byggas ut. Efter att ha förvärvat Förenade Yllefabrikerna AB (YFA) 1926, där man varit största delägaren sedan 1917, blev Holmens Bruk Norrköpings dominerande industri. 1943 inleddes även en sågverksrörelse i och med förvärvet av Backa-Hosjö AB, i vars verksamhet bl.a. Sparreholms såg ingick.

### Textilindustrin avvecklas
Efterkrigstiden kom att präglas av en specialisering av verksamheten till skogs- och pappersindustriprodukter. År 1964 lades bomullsindustrin ned och 1970 försvann de sista delarna av yllefabrikationen, se *Textilkrisen,(YFA). Papperstillverkningen utvecklades istället bland annat genom förvärv av Wargöns AB:s pappersbruk 1969 och starten av Bravikens pappersbruk utanför Norrköping 1977. Vid det sistnämnda startades även en tillverkning av fiberväv 1984. Genom att förvärva Fiskeby AB 1986 kom Holmens Bruk också att bli en viktig producent av förpacknings- och mjukpapper samt hygienprodukter. Samma år avslutades en 377 år oavbruten industriepok i och med att Holmens pappersbruk i centrala Norrköping lades ned.

### Holmens Bruk förvärvas av Modo
Redan 1985 hade AB Iggesunds Bruk, under ledning av den största aktieägaren Mo och Domsjö AB (Modo), inlett ett successivt förvärvande av aktier Holmens Bruk AB. Efter att Modo 1987 köpt både Förvaltningsbolaget Ratos och Tidnings AB Mariebergs aktieinnehav kontrollerade man närmare 80 procent av rösterna i företaget och cirka 40 procent av kapitalet. Detta möjliggjorde att Holmens Bruk tillsammans med Iggesunds Bruk uppgick i Mo och Domsjö AB året efter.

## Verkställande direktörer
Följande personer var Disponenter/verkställande direktör/koncernchefer för Holmens bruk:
- 1613-1618: Hertig Johan av Östergötland
- 1618-1627: Willam De Besche
- 1627-1652: Louis De Geer
- 1652-1666: Adrian Trip
- 1666-1678: Jacob Momma (adlad Reenstierna)
- 1678-1683: Elisabeth Cronström
- 1683-1704: Abel Reenstierna
- 1704-1711: Direktör Petter Wetterberg (Riksbanken)
- 1711-1733: Faktor Anders Zetterstedt (Riksbanken)
- 1733-1740: Petter Zetterstedt (Riksbanken)
- 1740-1756: Jacob Eliaeson Forsberg
- 1756-1777: J. H. Lefebure
- 1778-1793: Elias Paschs
- 1793-1802: Konkursförvaltning
- 1802-1808: J.L. Wretman
- 1808-1811: Konkursförvaltning
- 1811-1815: Överstelöjtnant C. G. Reuterskiöld
- 1815-1817: Matthias Stenhammar (Testamentsexekutor efter Reuterskiöld)
- 1817-1845: Lars Magnus Trozelli
- 1845-1854: Henning Trozelli
- 1854-1872: Carl David Philipsson
- 1872-1886: Gustaf Ringborg
- 1886-1907: Hugo Wulff
- 1907–1938: Carl Wahren
- 1938–1963: Christian von Sydow
- 1963–1968: Lars Gabrielsson
- 1968–1984: Karl Erik Önnesjö
- 1984–1988: Christer Zetterberg
- 1988: Gunnar Engman

## Styrelseordförande
Följande personer var styrelseordförande för AB Iggesunds Bruk:
- 1984–1988: Karl Erik Önnesjö